# Psacalium decompositum
Psacalium decompositum là một loài thực vật có hoa trong họ Cúc. Loài này được (A.Gray) H.Rob. & Brettell miêu tả khoa học đầu tiên năm 1973.